# Mansila
Mansila è un dipartimento del Burkina Faso classificato come comune, situato nella provincia di Yagha, facente parte della Regione del Sahel.
Il dipartimento si compone del capoluogo e di altri 28 villaggi: Babonga, Bana, Banga, Bognori, Boliel, Botan, Botontonga, Boutonou, Darounkayrou, Djibondi, Fouly, Guitanga, Hamdalaye, Haoura, Kontiana, Kossi, Koygouroual, Lontari, Ouro–Balla, Ouro–Djiama, Penkatougou, Pontitiaga, Soféri, Tamna, Tantiaga, Téparé, Tiabongou e Tioumbanga.